# Ommata igniventris
Ommata igniventris is een keversoort uit de familie van de boktorren (Cerambycidae). De wetenschappelijke naam van de soort werd in 1991 gepubliceerd door de Amerikaanse acteur en entomoloog Edmund Francis Giesbert. De soort werd naderhand in het geslacht Eclipta geplaatst. In 2012 stelden Santos-Silva, Bezark & Martins voor om de soort als enige in een nieuw geslacht te plaatsen, waaraan ze de naam Thomassella gaven, vernoemd naar de Amerikaanse entomoloog Michael C. Thomas. Die naam was echter in 1928 door Fredericks al vergeven aan een geslacht van uitgestorven armpotigen (Brachiopoda), en dus niet beschikbaar. Zolang er geen nomen novum voor het monotypische geslacht is gepubliceerd, wordt de soort hier bij zijn protoniem genoemd, wat dus niet betekent dat hij volgens moderne opvattingen in het geslacht Ommata thuishoort.
De soort komt voor in Panama. Lichaam en dekschilden zijn metaalgroen, het achterlijf is opvallend oranje tot rood.